# Tribunal de Cuentas (España)
El Tribunal de Cuentas de España es el supremo órgano fiscalizador de las cuentas y de la gestión económica del Estado y del sector público, tal como establece la Constitución, y desarrolla la Ley Orgánica 2/1982, de 12 de mayo, del Tribunal de Cuentas (LOTCu) y la Ley 7/1988, de 5 de abril de Funcionamiento del Tribunal (LFTCu). Ejerce el control externo de la actividad económico-financiera del sector público estatal, autonómico y local, así como de la contabilidad de los partidos políticos.
Los Consejeros de Cuentas son designados por las Cortes Generales, seis por el Congreso de los Diputados y seis por el Senado, mediante votación por mayoría de tres quintos de cada una de las Cámaras, por un período de nueve años (art. 30.1 LOTCu). Son elegidos entre Censores del Tribunal de Cuentas —en la actualidad, Auditores o Letrados—, Censores Jurados de Cuentas, Magistrados y Fiscales, Profesores de Universidad y funcionarios pertenecientes a Cuerpos para cuyo ingreso exija titulación académica superior, Abogados, Economistas y Profesores Mercantiles, todos ellos de reconocida competencia y con más de quince años de ejercicio profesional.
Antes de su elección, los candidatos propuesto deben comparecer ante la Comisión de Nombramientos del Congreso o del Senado para someterse a las preguntas de los parlamentarios y exponer las consideraciones que estimen oportunas.
Los Consejeros de Cuentas del Tribunal son independientes e inamovibles, salvo en los supuestos de cese por incapacidad, incompatibilidad o responsabilidad disciplinaria, en los términos previstos en la legislación del Tribunal de Cuentas; y están sujetos a las mismas causas de incapacidad, incompatibilidades y prohibiciones establecidas para los Jueces en la Ley Orgánica del Poder Judicial.

## Características
Es una Institución del Estado, con sección diferenciada en los Presupuestos Generales del Estado, y con un estatuto especial, derivado de la Constitución y de su Ley Orgánica 2/1982.
Así, "los miembros del Tribunal de Cuentas gozarán de la misma independencia e inamovilidad y estarán sometidos a las mismas incompatibilidades que los Jueces" (artículo 136.3 CE); el Tribunal de Cuentas "tiene competencia exclusiva para todo lo concerniente al gobierno y régimen interior del mismo y al personal a su servicio" (art. 3 LOTCu); "ejercerá sus funciones con plena independencia y sometimiento al ordenamiento jurídico" (art. 4 LOTCu); "elaborará su propio presupuesto, que se integrará en los Generales del Estado, en una sección independiente y será aprobado por las Cortes Generales" (art. 5 LOTCu).
Es una institución autónoma en su funcionamiento, siguiendo su Ley Orgánica, y en acuerdo a las recomendaciones internacionales en la materia y su propia tradición histórica, pese a que el artículo 136.1 CE establece que: "Dependerá directamente de las Cortes Generales y ejercerá sus funciones por delegación de ellas en el examen y comprobación de la Cuenta General del Estado". Entendiendo tal delegación en sentido propio, las Cortes Generales tendrían atribuida la función fiscalizadora de las Cuentas del Estado, y ejercen un control de carácter político, pero no técnico. Aunque la Ley Orgánica, en el artículo 1.2 LOTCu recoge el precepto Constitucional, lo cierto es que el Tribunal es autónomo presupuestariamente, en la gestión de su personal, y en el ejercicio de su función, ya que programa su actividad con total autonomía y, de la misma forma, desarrolla y aprueba los informes de fiscalización, los cuales no pueden ser modificados por nadie, ni siquiera la Declaración sobre la Cuenta General del Estado, la cual es aprobada por el Pleno antes de remitirla a las Cortes Generales. Esto también se muestra en algunas previsiones contenidas en la Ley Orgánica y en la Ley de Funcionamiento, para algunos casos concretos (planteamiento de conflictos ante el Tribunal Constitucional, resolución de los expedientes de incapacidad, incompatibilidad e incumplimiento grave de los deberes del cargo de los Consejeros del Tribunal de Cuentas, etc.).
Sus informes son públicos, a través del BOE y también en la página web del Tribunal, y aportan una evaluación crítica de la gestión pública, efectuada desde una perspectiva técnica y objetiva, que sirve de apoyo al Parlamento en su función de control político del Poder Ejecutivo. El ejercicio de la función fiscalizadora refuerza la transparencia y la propia rendición de cuentas al conjunto de la sociedad, al tiempo que contribuye a la mejora de la gestión, propiciando la adopción de medidas por el propio órgano o sujeto fiscalizado, a partir de las recomendaciones formuladas en los Informes de fiscalización.
Aunque, de acuerdo con los artículos 136 y 153.d) de la Constitución, el Tribunal de Cuentas extiende su competencia a la totalidad del sector público español, lo que incluye a las comunidades autónomas y a las entidades locales, junto con todos sus organismos, entidades y empresas dependientes, ello no obsta para que la mayoría de las comunidades autónomas hayan constituido, de acuerdo con sus Estatutos de Autonomía, otros Órganos de control externo, que reciben denominaciones diversas (Cámara de Comptos, Sindicatura de Cuentas, Cámara de Cuentas, etc.), los cuales extienden sus competencias sobre el sector público autonómico y, dependiendo de sus propias Leyes reguladoras, sobre las Entidades Locales de su ámbito territorial. Esta situación de "concurrencia competencial" exige la adopción de soluciones eficientes a través de la colaboración, cooperación y coordinación entre los distintos órganos de control, de acuerdo con lo previsto en la Ley de Funcionamiento del Tribunal de Cuentas.
El Tribunal de Cuentas es miembro de la Organización Internacional de Entidades Fiscalizadoras Superiores (INTOSAI) y ostenta la Secretaría permanente del grupo regional europeo de la misma, denominado EUROSAI. También es miembro asociado de la Organización Latinoamericana y del Caribe de Entidades Fiscalizadoras Superiores (OLACEFS).

## Funciones
Son funciones propias del Tribunal de Cuentas (art. 2 LOTCu):
1. La fiscalización externa, permanente y consuntiva de la actividad económico-financiera del sector público.
2. El enjuiciamiento de la responsabilidad contable en que incurran quienes tengan a su cargo el manejo de caudales o efectos públicos.

### Función fiscalizadora
El art. 136 de la Constitución Española configura al Tribunal de Cuentas como Supremo órgano fiscalizador de las cuentas y de la gestión económica del Estado y del Sector público. Por su parte, el art. 2 de la Ley Orgánica del Tribunal de Cuentas –en adelante LOTCu‑ señala como función propia del Tribunal de Cuentas la fiscalización externa, permanente y consuntiva de la actividad económico-financiera del Sector público. Su ejercicio corresponde al Pleno del Tribunal.
Dicha función fiscalizadora se concreta en un conjunto de actuaciones que el Tribunal de Cuentas realiza en el ejercicio de las competencias que, constitucional y legalmente, tiene atribuidas, con el fin de comprobar, según perceptúa el art. 9 de la LOTCu, el sometimiento de la actividad económico-financiera del Sector público a los principios de legalidad, eficiencia y economía, en relación con la ejecución de los programas de ingresos y gastos públicos. En términos casi idénticos se manifiesta el artículo 27.1 de la Ley de Funcionamiento del Tribunal de Cuentas –en adelante, LFTCu‑ al recoger que la función fiscalizadora del Tribunal de Cuentas tiene carácter externo, permanente y consuntivo y se referirá al sometimiento de la actividad económico‑financiera del Sector público a los principios de legalidad, eficiencia y economía en relación con la ejecución de los programas de ingresos y gastos públicos.
Las actuaciones fiscalizadoras del Tribunal están determinadas por los objetivos que se pretenden cubrir en la verificación de los principios mencionados. En función de dichos objetivos, pueden diferenciarse la fiscalización de cumplimiento, la fiscalización financiera y la fiscalización operativa, en referencia a la clasificación habitualmente seguida en la tipificación de esta actividad
La función fiscalizadora del Tribunal de Cuentas comprende, por tanto, sintetizando la anterior clasificación, el control de regularidad y el control operativo. El primero de estos controles se refiere al control de legalidad, cuyo objeto es la comprobación de que la gestión de las finanzas públicas se realiza según lo previsto en las normas legalmente aplicables, y al control financiero, cuya finalidad es constatar si los estados contables rendidos se adecúan a los principios y normas contables de aplicación y permiten emitir una opinión fundada sobre su representatividad de la situación patrimonial y financiera así como de los resultados derivados de la actividad desarrollada por la entidad y en el ejercicio económico a que hacen referencia. Por su parte, el control operativo tiene como finalidad la evaluación total o parcial de la gestión de la actividad económico-financiera de la entidad a fiscalizar, atendiendo a la organización y procedimientos implantados y comprobando su adecuación a los principios de economía, eficiencia y eficacia.
En cuanto al ámbito sobre el que recae la función fiscalizadora del Tribunal de Cuentas, este viene determinado por el concepto de sector público, el cual, a estos efectos, según el artículo 4 de la LOTCu, está integrado por la Administración del Estado, las comunidades autónomas, las corporaciones locales, las entidades gestoras y servicios comunes de la Seguridad Social, los organismos autónomos, y las sociedades estatales y demás entidades públicas. Además, al Tribunal de Cuentas le corresponde fiscalizar las subvenciones, créditos, avales u otras ayudas del Sector público percibidas por personas físicas o jurídicas.
Para llevar a cabo la actividad fiscalizadora, el artículo 34 de la LFTCu. y otros preceptos concordantes establecen que todas las entidades integrantes del Sector público están sometidas a la obligación de rendir, en tiempo y forma adecuados, al Tribunal las cuentas legalmente establecidas de sus operaciones, elaboradas con arreglo al régimen de contabilidad que sea de aplicación y sin perjuicio de lo dispuesto en los artículo 27 y 29 de dicho texto legal, referidos a la necesaria coordinación con los órganos de control externo de las comunidades autónomas. Asimismo, en los artículos 39 y 40 de la citada LFTCu, tras indicar que están sujetos a fiscalización por el Tribunal todos los contratos celebrados por las entidades del sector público, se establece la obligación de que éstas envíen anualmente información sobre los contratos que hubiesen celebrado y que, según su naturaleza y procedimiento de adjudicación hubiesen superado determinadas cuantías, obligación que ha quedado también recogida en el Texto Refundido de la Ley de Contratos del Sector Público, aprobado por Real Decreto Legislativo 3/2011, de 14 de noviembre.
Por otra parte, en cumplimiento de lo previsto en el artículo 7 de la LOTCu., el Tribunal de Cuentas puede exigir la colaboración de todas las Entidades públicas, que están obligadas a suministrarle cuantos datos, estados documentos, antecedentes o información requiera, relacionados con el ejercicio de la función fiscalizadora.
Con independencia de la extensión de la función fiscalizadora a todo el ámbito del Sector público, la Ley Orgánica 8/2007, sobre financiación de los partidos políticos, así como la Ley Orgánica 5/1985, del Régimen Electoral General, atribuyen de forma específica al Tribunal de Cuentas competencias fiscalizadoras, respectivamente, sobre la contabilidad anual de la actividad ordinaria de las formaciones políticas, así como sobre la contabilidad referida a los diferentes procesos electorales.

### Función jurisdiccional
El Tribunal de Cuentas encarna en exclusiva la jurisdicción contable, sin perjuicio de lo cual las resoluciones jurisdiccionales del Tribunal de Cuentas, en determinados casos, serán susceptibles de recurso de casación y extraordinario de revisión ante el Tribunal Supremo.
Según el art. 49 de la LFTCu, “la jurisdicción contable conocerá de las pretensiones de responsabilidad que, desprendiéndose de las cuentas que deben rendir todos cuantos tengan a su cargo el manejo de caudales o efectos públicos, se deduzcan contra los mismos cuando, con dolo, culpa o negligencia graves, originaren menoscabo en dichos caudales o efectos a consecuencia de acciones u omisiones contrarias a las Leyes reguladoras del régimen presupuestario y de contabilidad que resulte aplicable a las entidades del sector público o, en su caso, a las personas o entidades perceptoras de subvenciones, créditos, avales u otras ayudas procedentes de dicho sector”.
Por tanto, para que exista responsabilidad contable es necesaria la concurrencia de los siguientes elementos calificadores:
- Solo pueden incurrir en responsabilidad contable quienes tengan a su cargo el manejo de caudales o fondos públicos.
- El menoscabo de los fondos públicos debe desprenderse de las cuentas, en sentido amplio, que deban rendirse.
- Debe existir una infracción de las normas reguladoras del régimen presupuestario, contable o de subvenciones aplicable.
- El responsable debe haber incurrido en dolo, culpa o negligencia graves.

Los órganos que ejercen la jurisdicción contable son los Consejeros de la Sección de Enjuiciamiento, generalmente en primera instancia, y la Sala de Justicia del Tribunal de Cuentas, que conocerá en segunda instancia de aquellos procedimientos que determina la LFTCu.

## Elección del Tribunal
Los Consejeros de Cuentas son nombrados "seis por el Congreso de los Diputados y seis por el Senado, mediante votación por mayoría de tres quintos de cada una de las Cámaras, por un período de nueve años".
Artículos relativos de la Ley Orgánica 2/1982, de 12 de mayo, del Tribunal de Cuentas. (LOTCu):

El Presidente del Tribunal de Cuentas será nombrado de entre sus miembros por el Rey, a propuesta del mismo Tribunal en Pleno y por un período de tres años.
Artículo 29.

1. Los Consejeros de Cuentas serán designados por las Cortes Generales, seis por el Congreso de los Diputados y seis por el Senado, mediante votación por mayoría de tres quintos de cada una de las Cámaras, por un período de nueve años, entre Censores del Tribunal de Cuentas, Censores Jurados de Cuentas, Magistrados y Fiscales, Profesores de Universidad y funcionarios públicos pertenecientes a Cuerpos para cuyo ingreso se exija titulación académica superior, Abogados, Economistas y Profesores Mercantiles, todos ellos de reconocida competencia, con más de quince años de ejercicio profesional.

2. Los Consejeros de Cuentas del Tribunal son independientes e inamovibles.
Artículo 30.

Los Presidentes de las Secciones de Fiscalización y de Enjuiciamiento serán designados por el Tribunal entre los Consejeros de cuentas, a propuesta del Pleno.
Artículo 31.

El Fiscal del Tribunal de Cuentas que pertenecerá a la Carrera Fiscal, se nombrará por el Gobierno en la forma determinada en el Estatuto del Ministerio Fiscal.
Artículo 32.

## Composición
Los consejeros actuales, que fueron todos nombrados el 18 de noviembre de 2021, son:
- Por parte del Congreso de los Diputados:

1. Enriqueta Chicano Jávega, miembro desde 23/07/2012. Presidenta del Tribunal.
2. Isabel Fernández Torres, miembro desde 18/11/2021.
3. María Dolores Genaro Moya, miembro desde 23/07/2012. Presidenta de la Sección de Fiscalización.
4. Diego Íñiguez Hernández, miembro desde 18/11/2021.
5. José Manuel Otero Lastres, miembro desde 18/11/2021.
6. Miguel Ángel Torres Morato, miembro desde 18/11/2021.

- Por parte del Senado:

1. María del Rosario García Álvarez, miembro desde 18/11/2021.
2. Elena Hernáez Salguero, miembro desde 18/11/2021.
3. Rebeca Laliga Misó, miembro desde 18/11/2021. Presidenta de la Sección de Enjuiciamiento.
4. Joan Mauri Majós, miembro desde 18/11/2021.
5. Javier Morillas Gómez, miembro desde 18/11/2021.
6. Luis Antonio Ortiz De Mendívil Zorrilla, miembro desde 18/11/2021.

## Fiscalía
Desde la constitución del tribunal, ha existido un cuerpo de fiscales encargado de velar por el interés general y la independencia de este tribunal. Estos fiscales constituyen la Fiscalía del Tribunal de Cuentas (FTCu), que ejerce las funciones que la Constitución y las leyes confieren al Ministerio Fiscal, con dependencia directa del Fiscal General del Estado, con relación a los procedimientos fiscalizadores, contables y jurisdiccionales despachados por el tribunal. Su regulación actual se detalla en la Ley Orgánica del Tribunal de Cuentas, en la Ley de Funcionamiento del Tribunal de Cuentas y en el Estatuto Orgánico del Ministerio Fiscal.
La Fiscalía del Tribunal de Cuentas está prevista como un órgano integral de este tribunal, donde tiene su sede. Está encabezada por un Fiscal Jefe de la primera categoría —que es miembro del Pleno del Tribunal—, un Teniente Fiscal de la segunda categoría y cuatro fiscales de la segunda categoría. El personal funcionario de auxilio a los fiscales —10 personas a 31 de diciembre de 2023— se organiza mediante una Subdirección Técnica, una Unidad de Apoyo y la Secretaría de la Fiscalía.

## Críticas
El Tribunal de Cuentas ha sido criticado por retrasar enormemente su función de inspección de las cuentas de los partidos políticos. En 2012, cuatro años tras el escándalo  Gürtel de financiación ilegal del PP el tribunal no había entregado todavía el informe de la contabilidad de los partidos del año 2007, cuando la mayoría de los delitos posibles prescriben a los cuatro años.
También ha sido criticado porque los consejeros son ex altos cargos de los propios partidos o familiares suyos, dificultando una correcta función fiscalizadora sobre las cuentas de los partidos políticos. La elección en las últimas seis legislaturas ha dependido directamente del PP y PSOE. Casos flagrantes son la elección como consejeros: de Luis Martínez Noval, ministro con Felipe González; de Ciriaco de Vicente, diputado del PSOE durante trece años; de Manuel Aznar López hermano del expresidente Aznar; de Antonio de la Rosa ya fallecido, concuñado de Rodrigo Rato; de Juan Velarde, que a la vez era patrono de la fundación FAES, ligada al PP; y Margarita Mariscal de Gante, exministra con Aznar. El propio presidente del tribunal Ramón Álvarez de Miranda es hijo del expresidente del Congreso y exdefensor del pueblo Fernando Álvarez de Miranda.
También hay claros indicios de nepotismo al elegir a los trabajadores y altos cargos del Tribunal. Denuncian que de sus algo más de 700 trabajadores, al menos 100 son familiares o allegados de consejeros y altos cargos del propio tribunal, de altos cargos políticos o de miembros de los sindicatos. Para entrar hay que pasar una oposición pero tres de los cinco miembros del tribunal de esa oposición son altos cargos del propio Tribunal de Cuentas.
Numerosos análisis hablan de su falta de independencia, incluso el Tribunal Supremo se quejó en febrero del 2013 de esta politización, señalando que en el Tribunal de Cuentas había más funcionarios nombrados por los partidos, que funcionarios de carrera.